# Copelatus mahajanga
Copelatus mahajanga är en skalbaggsart som beskrevs av Pederzani och Hájek 2005. Copelatus mahajanga ingår i släktet Copelatus och familjen dykare. Inga underarter finns listade i Catalogue of Life.